# Phorbas punctatus
Phorbas punctatus är en svampdjursart som beskrevs av Picton och Goodwin 2007. Phorbas punctatus ingår i släktet Phorbas och familjen Hymedesmiidae. Inga underarter finns listade i Catalogue of Life.